# Conseil national palestinien
 (décembre 2023).
Si vous disposez d'ouvrages ou d'articles de référence ou si vous connaissez des sites web de qualité traitant du thème abordé ici, merci de compléter l'article en donnant les références utiles à sa vérifiabilité et en les liant à la section « Notes et références ».
Pour les articles homonymes, voir CNP.
Le Conseil national palestinien (CNP) est le Parlement en exil du peuple palestinien. C'est l'institution la plus importante de l'OLP. Le comité exécutif, instance directrice de l’organisation, est élu par le CNP .
Le premier CNP, constitué de 422 représentants des communautés palestiniennes de Jordanie, Cisjordanie, Gaza, de Syrie, du Liban, du Koweït, d’Irak, d’Égypte, du Qatar, de Libye et d’Algérie, s'est réuni à Jérusalem en mai 1964 et a adopté la Charte nationale palestinienne.
À la 19e session d’Alger en novembre 1988, le CNP a déclaré unilatéralement l'indépendance de la Palestine. Après la signature des Accords d'Oslo, le CNP réuni pour la première fois en Palestine, à Gaza en avril 1996, élimine de sa Charte tous les articles mettant en cause le droit à l'existence de l'état d'Israël, après un vote de 504 voix pour et 54 contre cette modification.
Le CNP compte actuellement 669 membres. Les 88 membres du Conseil législatif palestinien (CLP), directement élu en janvier 1996, sont automatiquement membres du CNP. Avec les 98 autres membres issus des territoires palestiniens, ils représentent la population palestinienne vivant dans les territoires occupés depuis 1967. Le reste des membres du CNP (483) représentent la diaspora palestinienne. Le Conseil se réunit tous les deux ans et ses résolutions sont adoptées à la majorité et au moins deux tiers des membres doivent être présents.
Un précédent conseil national palestinien avait proclamé l’indépendance de la Palestine à Gaza le 1er octobre 1948. Formé le 23 septembre précédent par le Haut Comité arabe, il existe conjointement avec le gouvernement de toute la Palestine. L’un et l’autre n’ont rapidement plus qu’une existence formelle au Caire et cessent toute activité à la fin des années 1950 et en 1963 pour le conseil national palestinien, avec la mort d’Ahmad Hilmi Abd al-Baqi.

## Membres du CNP
- Samiha Khalil (1965-1999)